# Orden de mérito
El orden de mérito es una forma de clasificar las fuentes de energía disponibles, especialmente la generación eléctrica, en función del orden de precios ascendente (que puede reflejar el orden de sus costos marginales de producción a corto plazo) junto con la cantidad de energía que se generará. En una gestión centralizada, la clasificación sirve para que aquellos con los costos marginales más bajos sean los primeros en ponerse en línea para satisfacer la demanda y las plantas con los costos marginales más altos sean las últimas en ponerse en línea. Despachando la generación de esta manera se minimiza el costo de producción de electricidad. A veces, las unidades generadoras deben iniciarse por orden de mérito, debido a la congestión de la transmisión, la confiabilidad del sistema u otras razones. 

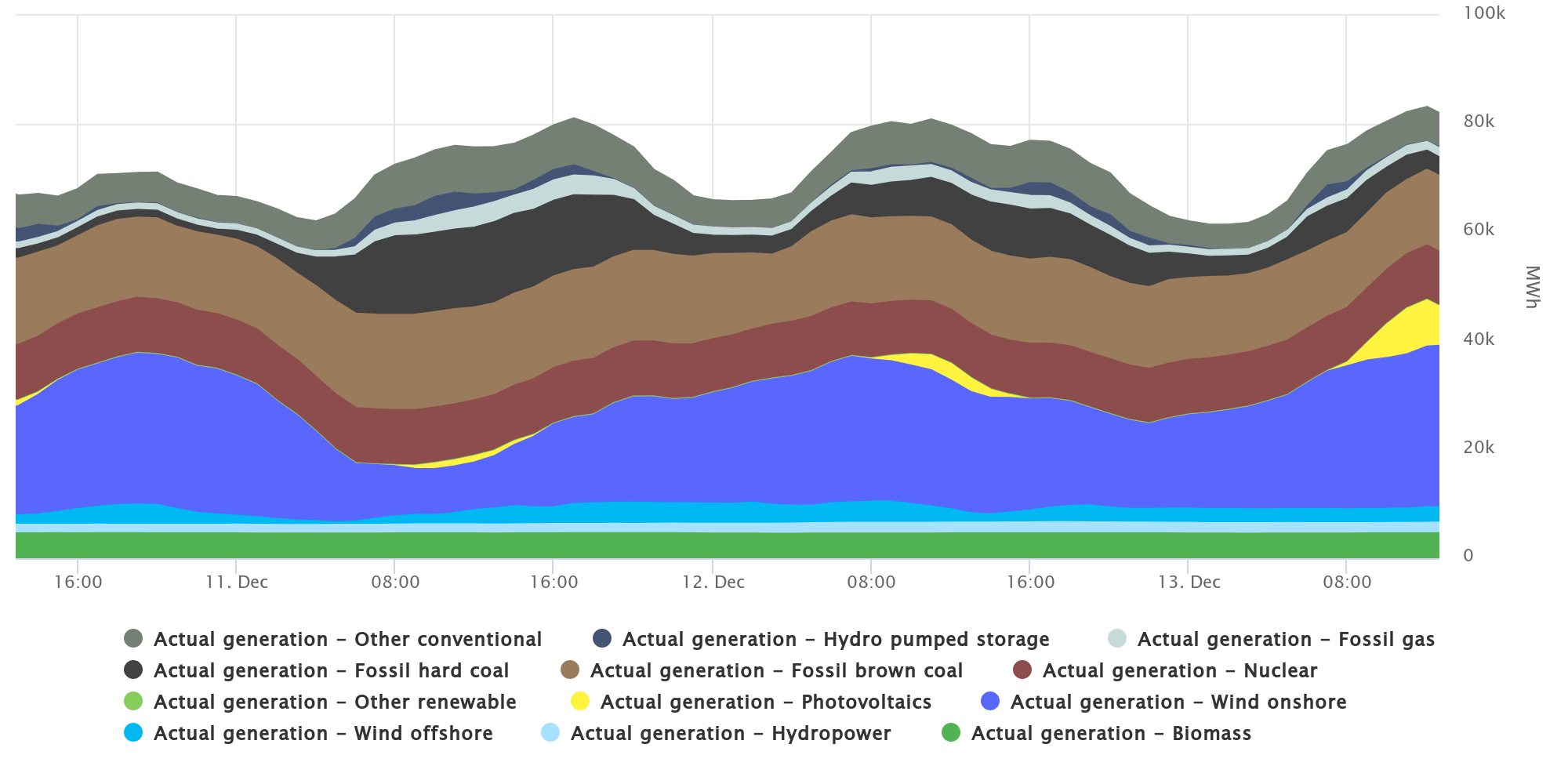
Parcela del portal de datos SMARD que muestra la generación de electricidad en Alemania a mediados de diciembre de 2017. El orden de las "capas" se basa en el mérito.

## El efecto de las energías renovables en el orden de mérito.
La alta demanda de electricidad durante la demanda máxima eleva el precio de la oferta de electricidad, y la combinación de suministro de energía de carga de base relativamente barata se complementa con " plantas de energía de pico ", que cobran una prima por su electricidad. 
El aumento del suministro de energía renovable tiende a disminuir el precio promedio por unidad de electricidad, ya que la energía eólica y la solar tienen costos marginales muy bajos: no tienen que pagar por el combustible, y los únicos contribuyentes a su coste marginal son los costos operativos y de mantenimiento. Debido a que los costos a menudo se reducen por los ingresos de las tarifas de alimentación, su electricidad es, como resultado, menos costosa en el mercado al contado que la del carbón o el gas natural, y las compañías de transmisión les compran primero. Además, la energía solar suele ser más abundante en el medio del día, coincidiendo estrechamente con la demanda máxima en climas cálidos, de modo que está en la mejor posición para desplazar la electricidad del carbón y el gas natural cuando esas fuentes están cobrando la prima más alta. Por lo tanto, la electricidad de origen solar y eólica reducen sustancialmente la cantidad de electricidad pico a un precio elevado que las empresas de distribución necesitan comprar, reduciendo el costo general. Un estudio realizado por el Instituto Fraunhofer encontró que este "efecto de orden de mérito" había permitido que la energía solar redujera el precio de la electricidad en el intercambio de energía en Alemania en un 10% en promedio, y hasta en un 40% en las primeras horas de la tarde, en 2007; A medida que se suministre más electricidad solar a la red, los precios máximos bajarán aún más. Para 2006, el "efecto de orden de mérito" significaba que el ahorro en los costos de electricidad para los consumidores alemanes compensaba con creces los pagos de manutención pagados por la generación de electricidad renovable.
Un estudio de 2013 estima el efecto de orden de mérito de la generación de electricidad eólica y fotovoltaica en Alemania entre los años 2008 y 2012. Por cada GWh adicional de renovables que se alimenta a la red, el precio de la electricidad en el mercado diario se reduce en 0.11–0.13   ¢ / kWh. El efecto de orden de mérito total de energía eólica y fotovoltaica varía de 0.5   ¢ / kWh en 2010 a más de 1.1   ¢ / kWh en 2012.
Sin embargo, el costo marginal cero de la energía eólica no se traduce en un costo marginal cero de la electricidad de carga máxima en un sistema competitivo de mercado abierto de electricidad, ya que el suministro de energía eólica no puede enviarse para satisfacer la demanda máxima. El propósito de la orden de mérito era permitir que la electricidad con el costo neto más bajo se despachara primero, minimizando así los costos generales del sistema de electricidad para los consumidores. El viento intermitente podría ser capaz de suministrar esta función económica si el suministro máximo de viento y la demanda máxima coinciden en tiempo y cantidad. Por otro lado, la energía solar tiende a ser más abundante durante la demanda de energía máxima en climas cálidos, lo que maximiza su capacidad para desplazar la energía del carbón y el gas natural. 
Un estudio realizado por el Instituto Fraunhofer en Karlsruhe, Alemania, llegó a la conclusión de que la energía eólica ahorra a los consumidores alemanes 5 €   mil millones al año. Se estima que ha bajado los precios en los países europeos con alta generación eólica entre 3 y 23   € / MWh. Por otro lado, la energía renovable en Alemania aumentó el precio de la electricidad, los consumidores pagan ahora 52.8 € / MWh más solo por la energía renovable (ver Ley de Fuentes de Energía Renovable de Alemania ), el precio promedio de la electricidad en Alemania ahora se incrementó a 26   ¢ / kWh. El aumento en los costos de la red eléctrica para la nueva transmisión, el comercio y el almacenamiento asociados con la energía eólica y solar no se incluyen en el costo marginal de las fuentes de energía, sino que los costos de la red se combinan con los costos de la fuente al final del consumidor. 